# Pabellón de la Feria
El Pabellón de la Feria es un pabellón deportivo multiusos situado en la ciudad española de Albacete. Es propiedad del Ayuntamiento de Albacete y gestionado a través del Instituto Municipal de Deportes (IMD).
Es uno de los principales pabellones deportivos cubiertos de la ciudad. Está ubicado en plena calle Feria de la capital albaceteña, frente al paseo de la Feria. Inaugurado en 1987, cuenta con graderío telescópico con capacidad para 1800 espectadores.
Además de los eventos deportivos que acoge, entre los que se incluyen combates de boxeo entre figuras mundiales de este deporte, es sede de numerosos eventos culturales o mítines políticos como el del presidente del Gobierno José María Aznar en 2003, acompañado de Adolfo Suárez, el de José Luis Rodríguez Zapatero en 2007 o el de Pedro Sánchez en 2019.
En 2021 fue el escenario escogido por las autoridades sanitarias para realizar vacunaciones masivas contra el COVID-19 en la capital manchega.